# Cissexism
Cissexism är ett begrepp som används för att beskriva "nedvärdering och förtryck av transpersoner där deras könsidentitet inte anses vara lika riktig som cis-personers." Denna ideologi genomsyrar såväl kulturella föreställningar som juridiska och institutionella strukturer, och bidrar till diskriminering av personer vars könsidentitet eller kropp inte följer traditionella normer om kön.
The SAGE Encyclopedia of Trans Studies definierar cisgenderism som en ideologi som "innefattar begrepp, språk och beteenden som ifrågasätter människors egna definitioner och kategoriseringar av sina kön och kroppar." Cisgenderism bygger på föreställningen att det bara finns två kön, man och kvinna, som är biologiskt givna, oföränderliga och tydligt avgränsade. Den utgår från att en persons könsidentitet ska överensstämma med det kön som tilldelats vid födseln. Det innebär att andra könsidentiteter, som exempelvis trans, icke-binär eller intersex, betraktas som avvikelser från normen. Begreppet cisgenderism introducerades som ett alternativ till transfobi, för att betona att problemet inte bara handlar om individuella fördomar, utan om ett system av normer och strukturer som konsekvent gynnar cispersoner och marginaliserar andra.
Cisgenderism kan ta sig uttryck på många olika sätt. Det kan handla om hur myndigheter registrerar kön, hur vården bemöter transpersoner, hur språket används eller hur media framställer kön och könsidentitet. Att någon felförkönas, alltså benämns med fel pronomen eller kön, är ett konkret exempel. Ett annat är när vårdsystemet förutsätter att alla har könsspecifika kroppar enligt cisnormen, vilket gör det svårt för vissa personer att få rätt vård.
Ofta beskrivs transpersoner i cisgenderistiska sammanhang som ”onaturliga”, ”förvirrade” eller ”avvikande”. Det kan leda till att de osynliggörs i samhällsdebatten, att deras erfarenheter inte tas på allvar, eller att deras identiteter ifrågasätts inom vård, utbildning och rättssystem.
Cisgenderism kan ha allvarliga följder för dem som drabbas. Att ständigt ifrågasättas i sin könsidentitet kan påverka den psykiska hälsan, bidra till depression och öka risken för social utsatthet. Många transpersoner vittnar också om svårigheter att bli respekterade i vården eller att få sin identitet juridiskt erkänd.